# Taylor McFerrin
Taylor McFerrin je americký diskžokej, nejstarší syn zpěváka Bobbyho McFerrina. Roku 2002 přispěl beatboxem na album Beyond Words svého otce. Své první sólové album nazvané Early Riser vydal v roce 2014 a vedle jeho otce na něm hostovali například César Camargo Mariano, Thundercat a Robert Glasper. Během své kariéry spolupracoval i s dalšími hudebníky, mezi které patří například José James a Deantoni Parks.